# Nalliers (Vendée)
Nalliers és un municipi francès situat al departament de Vendée i a la regió de País del Loira. L'any 2007 tenia 2.133 habitants.

## Demografia

### Població
El 2007 la població de fet de Nalliers era de 2.133 persones. Hi havia 844 famílies de les quals 214 eren unipersonals (89 homes vivint sols i 125 dones vivint soles), 295 parelles sense fills, 291 parelles amb fills i 44 famílies monoparentals amb fills.
La població ha evolucionat segons el següent gràfic:
Habitants censats

### Habitatges
El 2007 hi havia 996 habitatges, 861 eren l'habitatge principal de la família, 80 eren segones residències i 55 estaven desocupats. 949 eren cases i 33 eren apartaments. Dels 861 habitatges principals, 671 estaven ocupats pels seus propietaris, 180 estaven llogats i ocupats pels llogaters i 9 estaven cedits a títol gratuït; 4 tenien una cambra, 42 en tenien dues, 127 en tenien tres, 266 en tenien quatre i 421 en tenien cinc o més. 672 habitatges disposaven pel capbaix d'una plaça de pàrquing. A 364 habitatges hi havia un automòbil i a 410 n'hi havia dos o més.

### Piràmide de població
La piràmide de població per edats i sexe el 2009 era:
| Homes | Edats   | Dones |
| ----- | ------- | ----- |
| 1     | 95 o +  | 3     |
| 5     | 90 a 94 | 19    |
| 12    | 85 a 89 | 32    |
| 18    | 80 a 84 | 20    |
| 28    | 75 a 79 | 53    |
| 46    | 70 a 74 | 67    |
| 57    | 65 a 69 | 48    |
| 56    | 60 a 64 | 54    |
| 32    | 55 a 59 | 28    |
| 39    | 50 a 54 | 45    |
| 38    | 45 a 49 | 56    |
| 105   | 40 a 44 | 76    |
| 60    | 35 a 39 | 56    |
| 41    | 30 a 34 | 57    |
| 52    | 25 a 29 | 49    |
| 47    | 20 a 24 | 52    |
| 47    | 15 a 19 | 59    |
| 71    | 10 a 14 | 52    |
| 69    | 5 a 9   | 42    |
| 53    | 0 a 4   | 41    |

## Economia
El 2007 la població en edat de treballar era de 1.265 persones, 926 eren actives i 339 eren inactives. De les 926 persones actives 836 estaven ocupades (458 homes i 378 dones) i 90 estaven aturades (34 homes i 56 dones). De les 339 persones inactives 132 estaven jubilades, 100 estaven estudiant i 107 estaven classificades com a «altres inactius».

### Ingressos
El 2009 a Nalliers hi havia 889 unitats fiscals que integraven 2.201 persones, la mediana anual d'ingressos fiscals per persona era de 16.031 €.

### Activitats econòmiques
Dels 95 establiments que hi havia el 2007, 2 eren d'empreses extractives, 3 d'empreses alimentàries, 7 d'empreses de fabricació d'altres productes industrials, 23 d'empreses de construcció, 16 d'empreses de comerç i reparació d'automòbils, 9 d'empreses de transport, 4 d'empreses d'hostatgeria i restauració, 6 d'empreses financeres, 2 d'empreses immobiliàries, 8 d'empreses de serveis, 12 d'entitats de l'administració pública i 3 d'empreses classificades com a «altres activitats de serveis».
Dels 32 establiments de servei als particulars que hi havia el 2009, 1 era una oficina de correu, 3 oficines bancàries, 4 tallers de reparació d'automòbils i de material agrícola, 1 autoescola, 3 paletes, 3 guixaires pintors, 5 fusteries, 1 lampisteria, 3 electricistes, 3 empreses de construcció, 3 perruqueries i 2 agències immobiliàries.
Dels 7 establiments comercials que hi havia el 2009, 1 era una botiga de més de 120 m², 1 una fleca, 2 carnisseries, 1 una botiga de roba, 1 una botiga de mobles i 1 una perfumeria.
L'any 2000 a Nalliers hi havia 49 explotacions agrícoles que ocupaven un total de 2.759 hectàrees.

## Equipaments sanitaris i escolars
El 2009 hi havia 1 farmàcia i 2 ambulàncies.
El 2009 hi havia 3 escoles elementals.

## Poblacions més properes
El següent diagrama mostra les poblacions més properes.